# Konrad II. (Rüdenberg)
Konrad II. (* vor 1217; † zwischen 1253 und 1261) war ein Edelherr aus dem Geschlecht der Rüdenberger und war Burggraf von Stromberg. Unter seiner Herrschaft erreichte die Bedeutung der Familie ihren Höhepunkt, da alle Besitztümer in einer Hand vereinigt waren.

## Familie
Konrad war Sohn von Hermann II. Der Name und die Herkunft der Mutter sind nicht bekannt. Er selbst war zweimal verheiratet. Auch hier sind Namen und Herkunft der Frauen unbekannt. Aus den Ehen gingen die Söhne Heinrich II., Konrad III., Gottfried I. und Johann sowie die Tochter Kunigunde hervor.

## Leben
Urkundlich erwähnt wurde er erstmals 1217 als Zeuge für Erzbischof Engelbert I. von Köln genannt. Von seinem Vater hat er die Burggrafschaft Stromberg wohl schon zu Lebzeiten übertragen bekommen. So wird er in einer Urkunde von Gottfried II. von Arnsberg 1231 als Burggraf von Stromberg bezeichnet. Auch in verschiedenen Urkunden der Folgezeit wird er so bezeichnet. Im Jahr 1247 schenkte er dem Kloster Welver einige Güter. Die entsprechende Urkunde war die erste, die ein Angehöriger des Geschlechts der Rüdenberger selbst ausfertigen ließ. Konrad bediente sich dabei des Stromberger Siegels, dass drei Vögel zeigt. Im Jahr 1250 verzichteten er und sein Sohn Heinrich, sowie Graf Gottfried III., ein Heinrich Schulte aus Soest und dessen Brüder auf ihre Rechte am Zehnt von Altenhellefeld zu Gunsten des Klosters Rumbeck. Letztmals urkundlich erwähnt wird er 1253. Spätestens 1261 muss er verstorben sein, wie aus einer Urkunde seines Sohnes Konrad III. hervorgeht.

## Nachfolge
Die Söhne Heinrich II., Konrad III. und Gottfried I. begründeten verschiedene Linien des Geschlechts, dessen Besitz damit zersplittert wurde. Der Sohn Johann wurde Kanoniker in Minden. Heinrich übernahm die Burggrafschaft Stromberg, Konrad begründete die Linie in Rüthen und mit Gottfried beginnt die Arnsberger Linie auf der Rüdenburg in Arnsberg.